# رود ویلیکایا
ویلیکایا (روسی: Вели́кая) یک رودخانه است که در بخش‌های نووسوکولنیچسکی، پوستوشکینسکی، شبژسکی، اوپوچتسکی، پوشکینوگورسکی، اوستروفسکی، پالکینسکی، و پسکوفسکی در استان پسکوف، و نیز شهر پسکوف در روسیه جریان دارد. این رود بزرگ‌ترین ریزابهٔ دریاچه پیپوس است و به حوضهٔ رود ناروا تعلق دارد. رود ویلیکایا ۴۳۰ کیلومتر (۲۷۰ مایل) طول دارد، و مساحت حوضهٔ آن ۲۵٬۲۰۰ کیلومتر مربع (۹٬۷۰۰ مایل مربع) است. نام رودخانه در زبان روسی به معنای «بزرگ» یا «عظیم» است. شهرهای اوپوچکا، اوستروف و پسکوف در ساحل این رودخانه واقع شده‌اند.